# Mšeno
Mšeno település Csehországban, a Mělníki járásban. Mšeno Stránka, Blatce, Vrátno, Kanina, Dobřeň, Nosálov, Lobeč, Kokořín és Chorušice településekkel határos. Lakosainak száma 1403 fő (2024. január 1.).

## Népesség
A település lakosságának változását az alábbi diagram mutatja:
| Lakosok száma | 3321 | 3026 | 2788 | 2049 | 1651 | 1409 | 1412 | 1431 | 1416 | 1403 |
|               | 1869 | 1890 | 1921 | 1950 | 1980 | 2001 | 2017 | 2019 | 2022 | 2024 |